# Mesochorus ensifer
Mesochorus ensifer är en stekelart som beskrevs av Dasch 1974. Mesochorus ensifer ingår i släktet Mesochorus och familjen brokparasitsteklar. Inga underarter finns listade i Catalogue of Life.